# Angara (raketa)
Angara je družina nosilnih raket, ki jih razvija inštitut Hruničev v Moskvi. Rakete bodo imele nosilnost od 2 do 45 ton v nizkozemeljsko orbito (NZO) in bodo nasledile nekatere rakete trenutno v uporabi. 
Glavni razlog za razvoj novih raket je ruska želja pa neodvisnem dostopu do vesolja. Angara bo zmanjšala rusko odvisnost od kozmodroma Bajkonur v Kazahstanu in tudi od Ukrajine, ki izdeluje nekatere dele za rakete. Angara bo uporabljala za okolje bolj prijazna goriva, kot je kerozin in tekoči kisik (LOX).
Lahki Angara 1.1 in 1.2 bosta zamenjali rakete Kosmos-3M, Ciklon in Rokot. Angara 3 bo zamenjala ukrajinski Zenit, Angara 5, ki naj bi se jo največ uporabljalo, pa težki Proton.
Hruničev razvija tudi supertežko Angaro 7, ki bo lahko dvignila 45-75 ton v nizkozemeljsko orbito, vendar ta projekt ne dobiva sredstev od vlade.
Rakete bodo izstreljevali s kozmodromov Vostočnij in Pleseck, komercialne izstrelitve Angare A5 pa bodo mogoče izvajali tudi z Bajkonurja.
Cena za izstrelitev najmanjše Angare 1.1 je ocenjena na 20 milijonov ameriških dolarjev.

## Načrtovanje
Vsa plovila bodo imele modularen dizajn z moduli Universal Rocket Module (URM). Število modulov je odvisno od konfiguracije  1, 3, 5 ali 7. 
URM modul ima tank za gorivo in oksidant in motor RD-191 z eno zgorevalno komoro. RD-191 je osnovan na RD-170 in RD-171 na raketah Zenit.
Druga stopnja bo Briz-KM (Angara 1.1) ali Blok I (tudi URM-2). Angara 5 bo uporabljala bodisi zgornjo stopnjo Briz-M (trenutno na raketi Proton-M), bodisi KVRB.
Večina različic je za lete brez posadke, le Angara A5P in Angara A7P bosta imeli možnost človeške posadke.
Vse različice se lahko izstreljuje s skupne ploščadi, le najtežja A7 zahteva drugačno ploščad.

## Tehnične značilnosti
| Različica                                | Angara 1.1        | Angara 1.2        | Angara A3         | Angara A5P        | Angara A5         | Angara A5/KVRB    | Angara A7P          | Angara A7V          |
| ---------------------------------------- | ----------------- | ----------------- | ----------------- | ----------------- | ----------------- | ----------------- | ------------------- | ------------------- |
| Prva stopnja                             | 1xURM, RD-191     | 1xURM, RD-191     | 3xURM, RD-191     | 5xURM, RD-191     | 5xURM, RD-191     | 5xURM, RD-191     | 7xURM, RD-191       | 7xURM, RD-191       |
| Druga stopnja                            | Briz-KM           | Blok I, RD-0124A  | Blok I, RD-0124A  | –                 | Blok I, RD-0124A  | Blok I, RD-0124A  | –                   | –                   |
| Tretja stopnja (se ne uporablja za NZO)  | –                 | –                 | Briz-M/KVSK       | –                 | Briz-M/KVTK       | KVRB              | KVTK-A7             | KVTK-A7             |
| Potisk (na zemlji)                       | 196 Mgf (1,92 MN) | 196 Mgf (1,92 MN) | 588 Mgf (5,77 MN) | 980 Mgf (9,61 MN) | 980 Mgf (9,61 MN) | 980 Mgf (9,61 MN) | 1372 Mgf (13,44 MN) | 1372 Mgf (13,44 MN) |
| Teža                                     | 149 t             | 171,5 t           | 478 t             | 713 t             | 759 t             | 776 t             | 1,125 t             | 1,184 t             |
| Višina (največja)                        | 34,9 m            | 41,5 m            | 45,8 m            | ?                 | 55,4 m            | 64 m              | ?                   | ?                   |
| Tovor v (NZO 200 km)                     | 2,0 t             | 3,7 t             | 14,6 t            | 18,0 t            | 24,5 t            | 28,5 t            | 36,0 t              | 40,5 t              |
| Tovor v geostacionarno transferno orbito | –                 | –                 | 2,4/3,7 t         | –                 | 5,4/7,3 t         | ?                 | ?                   | –                   |
| Tovor v geostacionarno orbito            | –                 | –                 | 1,0/2,0 t         | –                 | 2,9/4,5 t         | 5,7 t             | 7,5 t               | 9 t                 |